# Aniba terminalis
Aniba terminalis là loài thực vật có hoa trong họ Nguyệt quế. Loài này được Ducke miêu tả khoa học đầu tiên năm 1928 publ. 1930.